# Locoland
Locoland (Steamland) – Strategia czasu rzeczywistego stworzona przez rosyjską grupę developerską Gromada.

## Akcja gry
Akcja gry toczy się na ziemio-podobnej planecie. Gracz podejmuje się prowadzenia jednej z dwóch stron konfliktu (różne cywilizacje „paro-robotów”) przez szereg misji bojowych. W sumie przygotowano ich 20. W trakcie misji należy wykonywać akcje takie jak budowanie bazy i fabryki, w których powstawać będą czołgi, działa, wyrzutnie rakiet, bojowe pojazdy latające, jednostki naprawcze i inne maszyny (łącznie około 15 rodzajów), w tym bardzo istotne z punktu widzenia zaopatrzenia i transportu w ogóle – pociągi pancerne. To te „parowe potwory” odgrywają w Locoland kluczową rolę. Najpierw gracz zmuszony jest zdobyć niezbędne do ich budowy surowce. Nie należy też zapomnieć o wybudowaniu i utrzymaniu całej sieci torów kolejowych po których poruszają się pociągi.

## Silnik gry
Silnik gry stanowi połączenie technologii 2D i 3D, tzn. teren został opracowany w pełnym 3D zaś cała reszta to elementy 2D. Zmagania gracza rozgrywają się na bardzo zróżnicowanych terenach, począwszy od pustyni, przez puszcze i lasy, bagna, regiony wulkaniczne itp. Podczas rozgrywki zmieniają się warunki pogodowe, gracz może podziwiać padający śnieg, zwykły deszcz, kwaśny deszcz, jak i spadające meteoryty.

## Dostępność gry
Gra dostępna jest zarówno na nośnikach fizycznych, jak i na platformie Steam.

## Muzyka w grze
Kompozytorem muzyki w grze jest Rosjanin Aleksey Doubovtsev.
Muzyka dostępna jest na platformie YouTube i składa się z dwunastu utworów.